# 1086 Ната
1086 Ната (1086 Nata) — астероїд головного поясу, відкритий 25 серпня 1927 року.
Тіссеранів параметр щодо Юпітера — 3,186.